# Camponotus batesii
Camponotus batesii é uma espécie de inseto do gênero Camponotus, pertencente à família Formicidae.